# Balompié de papel

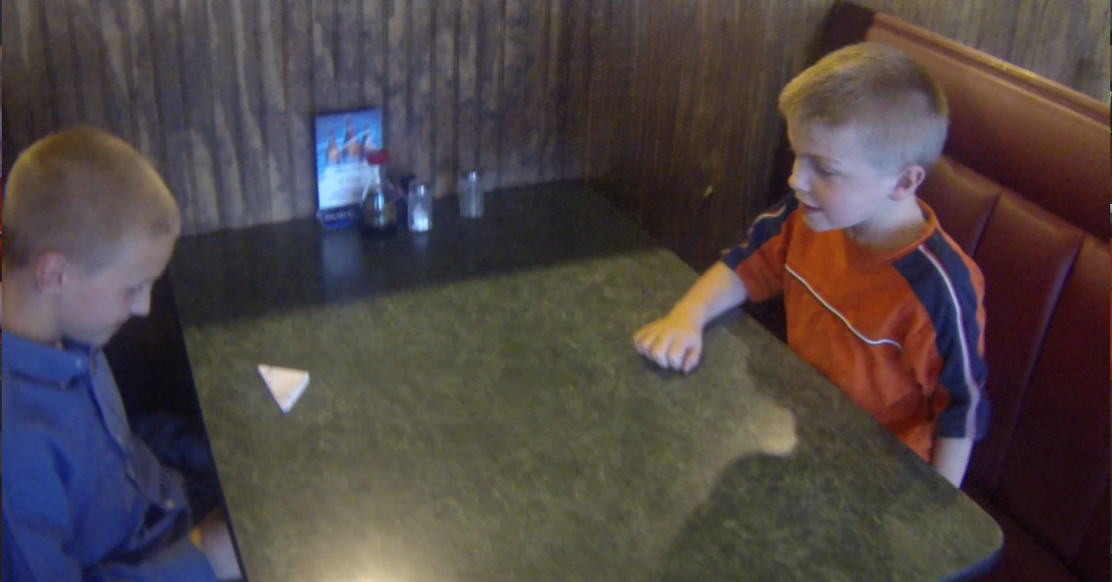
Dos niños jugando balompié de papel.

El balompié de papel (también llamado balompié chino, balompié de Carta, balompié de dedo o balompié de película) refiere a un juego de mesa, basado libremente en el fútbol americano, en el cual una hoja del papel doblada en un triángulo pequeño es deslizada hacia adelante y hacia atrás a través la superficie del cuadro por dos opositores. Un cuadro largo, rectangular y estrecho que se asemeja por lo menos a la forma de un campo del balompié es necesario para un resultado satisfactorio.

## Objetivo
El objeto principal del juego es resbalar el balompié de papel usando el pulgar y el índice de una mano en un movimiento similar a ese usado en los mármoles de tiro, otros puede utilizar un movimiento que chasquea con el dedo del indicador para dar la vuelta adicional de la "bola", tanto como venir a apoyarse con la parte de él que se extiende del extremo del cuadro adyacente al opositor. Hay muchas variaciones de cómo "lanzar" la bola, tal como chasquearla con un dedo del índice solamente, o resbalarla usando dos dedos, que es más fácil. Este tiro acertado es cuando un "llega a la meta " y digno de seis puntos.
En la mayoría de las versiones del juego el opositor debe entonces formar sus dedos en la forma de postes, y entonces le toca al jugador que acaba de anotar en la meta la oportunidad de llevar a cabo el balompié en un punto verticalmente en su extremo del cuadro y de chasquearlo hacia los postes. Si pasa entre los dedos extendidos del opositor se considera un "buen" punto adicional. Si no, el juego continúa.

## Reglas
Los tiros que no pueden alcanzar el extremo del cuadro permiten al opositor "recibir la posesión", es decir, tomar su turno desde ese punto.  Los jugadores alternan generalmente tiros hasta uno anotan en la meta o el balompié de papel se golpea totalmente apagado de la tabla. En algunas variaciones, un tiro da lugar a la parte del balompié de papel que extiende sobre el lado del cuadro del resultado da lugar el "primero abajo de", y tirador se le permite otro tiró por ese punto.
Los tiros que se dan enteramente fuera del orilla del cuadro se consideran "fuera de los límites", y al opositor se le permite un tiro desde ese punto en el cual el balompié de papel pasó el borde de la tabla, o un punto equivalente directamente hacia adentro de ese punto. Los tiros que se dan enteramente al final de la tabla resultado en el opositor que es permitido para golpear una "meta del campo con el pie", que emplea exacto el mismo método según lo descrito arriba para los "puntos adicionales" después de llegar a la meta, excepto eso anota tres puntos más bien que uno. En algunas variaciones, un tiro que sale el extremo del cuadro es anotado "fuera de lugar," y un jugador consigue procurar una meta del campo una vez que su opositor haya acumulado un número predeterminado de "fuera de lugar," a menudo tres.
Los juegos no tienen ninguna longitud específica y se juegan generalmente hasta que un participante anota un número predeterminado de los puntos (a menudo 21) y después se reconocen como el ganador. Los juegos generalmente se juegan rápido a menos que el número predeterminado de los puntos requeridos sea muy alto.